# Чехонин, Владимир Павлович
Влади́мир Па́влович Чехо́нин (род. 5 сентября 1958) — советский и российский учёный-иммунохимик, академик РАМН (2005), академик РАН (2013), член президиума РАН (с 2013), вице-президент РАН (2017-2022), заместитель Президента РАН (с 2022). Действительный член Международной ассоциации академий наук (МААН) (2021). Иностранный член национальной академии наук Беларуси (2021).

## Биография
Окончил 2-й Московский государственный медицинский институт им. Н. И. Пирогова, доктор медицинских наук (1989, диссертация «Специфические белки нервной ткани человека и животных: идентификация, выделение, физико-химическая характеристика и клинико-лабораторные исследования»), профессор (1993). 6 апреля 2002 года избран членом-корреспондентом, 28 апреля 2005 года — академиком РАМН, академик РАН (2013), член президиума РАН (с 2013), вице-президент РАН (2017-2022), заместитель Президента РАН (с 2022).
Руководитель отдела фундаментальной и прикладной нейробиологии Государственного научного центра социальной и судебной психиатрии им. В. П. Сербского, заведующий кафедрой медицинских нанобиотехнологий Российского государственного медицинского университета им. Н. И. Пирогова (с 2008).
Академик-секретарь отделения медико-биологических наук РАМН (2011—2013), руководитель Секции медико-биологических наук Отделения медицинских наук РАН (2013—2017), заместитель академика-секретаря Отделения медицинских наук РАН (с 2023).
Член Президиума РАН, Председатель Научного совета  «Науки о жизни» при Президиуме РАН (с 2018). 

## Научная деятельность
Основное направление научной деятельности — иммунохимия и биохимия нервной системы. Под руководством Чехонина В.П. разработана теория и изучены некоторые механизмы трансмембранного переноса биологически активных веществ через гематоэнцефалический барьер (ГЭБ) млекопитающих. На основании результатов фундаментальных исследований трансмембранного переноса были изучены механизмы транслокации в опухолевую ткань наночастиц различной природы, способных транспортировать диагностические и лекарственные препараты. Разработаны новые поколения конъюгатов магнитных наночастиц, липосомальных и наногелевых контейнеров с моноклональными антителами к нейроспецифическим белкам и продемонстрированы перспективы их клинического применения для МРТ - визуализации глиом и контроля эффективности терапии глиальных опухолей.
Проведены исследования по оптимизирации генетических подходов к рекомбинации генома аденовирусов в бактериальных системах, способной обеспечить получение онколитических аденовирусных систем с заданной генетической модификацией. Разработаны способы модификации тропизма онколитических аденовирусов, позволяющие преодолевать генотипическую и фенотипическую гетерогенность рецепторных систем опухолевых клеток. Получены онколитические аденоновирусные системы с усиленной кинетикой распространения между опухолевыми клетками, позволяющие максимально быстро проникать в  опухолевые клетки.
Получены отечественные препараты стволовых клеток из обонятельной мукозы человека, проведены их доклинические испытания показавшие перспективы их применения для терапии двигательных расстройств при травмах спинного мозга.
Автор более 500 научных публикаций, среди которых 6 монографий: «Иммунохимический анализ нейроспецифических антигенов» (2000), «Клиническая иммунология пограничных психических расстройств» (2005), «Моноклональные антитела к нейроспецифическим антигенам» (2007), учебники "Биотехнология" (2019), "Молекулярная биология" (2025) и др., более 30 изобретений.

## Награды
- Орден Александра Невского (25 августа 2023 года) — за большой вклад в развитие науки и многолетнюю добросовестную работу[1]
- Орден Пирогова (7 февраля 2025 года) — за большой вклад в развитие здравоохранения и медицинской науки[2].
- Орден Почёта (25 октября 2018 года) — за заслуги в области здравоохранения, развитии медицинской науки и многолетнюю добросовестную работу[3]
- Медаль ордена «За заслуги перед Отечеством» II степени (10 декабря 2001 года) — за большой вклад в развитие здравоохранения и многолетнюю добросовестную работу[4]
- Заслуженный деятель науки Российской Федерации (21 мая 2007 года) — за заслуги в научной деятельности[5]
- Почётная грамота Президента Российской Федерации (4 ноября 2022 года) — за заслуги в научной деятельности и многолетнюю добросовестную работу[6]
- Лауреат Премии Правительства Российской Федерации 2021 года в области науки и техники — за разработку и внедрение инновационных технологий ранней диагностики и прогноза шизофрении на основе интеграции достижений клинической и биологической психиатрии[7]
- Нагрудный знак «Отличник здравоохранения» (11 ноября 2013 года)[8]
- Медаль Организации Объединённых Наций по вопросам образования, науки и культуры (ЮНЕСКО) (2018 год) — за вклад в развитие нанонауки и нанотехнологий[9]
- Лауреат премии им. В. С. Гулевича РАМН (2001 год) — за лучшую работу в области биологической и медицинской химии